# 热拉尔·让维翁
熱拉爾·讓維翁（法語：Gérard Janvion，發音：[ʒeʁaʁ ʒɑ̃vjɔ̃]；1953年8月21日—）是一名法國前職業足球運動員，在場上司職後衛。讓維翁從1975年到1982年，入選法國國家足球隊，他為法國國家隊出場40次。1972年，在聖伊天開始他的職業生涯，他在那裡度過大部分的比賽時間，然後於1983年加入巴黎聖日耳門。在貝濟耶效力兩年後，他於1987年退役。

## 球會生涯
讓維翁在法國馬提尼克的職業生涯開始於當地球會CS Case-Pilote。他曾效力於聖伊天、與米高·柏天尼（1972-83年）在巴黎聖日耳門（1983-85）並肩作戰，然後在貝濟耶（AS Béziers）退役。
讓維翁也是2007-08賽季馬提尼克頂級球隊CS Case-Pilote的領隊。

## 國際賽生涯
從1975年到1982年，讓維翁為法國國家隊出場40次。他還參加兩屆世界盃（1978年和1982年）。

## 榮譽
聖伊天
- 法甲：1973–74（英语：1973–74 French Division 1）、1974–75（英语：1974–75 French Division 1）、1975–76（英语：1975–76 French Division 1）及1980–81（英语：1980–81 French Division 1）
- 法國盃：1973–74（英语：1973–74 Coupe de France）、1974–75（英语：1974–75 Coupe de France）及1976–77（英语：1976–77 Coupe de France）

## 外部連結
- 職業數據於聖伊天
- 熱拉爾·讓維翁於National-Football-Teams.com
- 熱拉爾·讓維翁 （页面存档备份，存于）於法國足球總會
- 熱拉爾·讓維翁於法國足球總會舊版網頁上的介紹